# Peder Sørensen
Peder Sørensen, conosciuto con il nome italianizzato Pietro Severino e latinizzato Petrus Severinus (1542 – 1602), è stato un medico e alchimista danese tra i più importanti seguaci di Paracelso.
Le sue opere includono l'importante trattato Idea medicinae philosophicae (1571), in cui affermava la superiorità delle idee di Paracelso rispetto a quelle di Galeno. Severino era un membro dell'élite intellettuale danese. La sua educazione fu sostenuta dalla corona danese e la sua nomina a medico reale conferì status e autorità al suo lavoro e alle sue opinioni. Era un contemporaneo, intellettuale e socio personale di Tycho Brahe, anch'egli associato all'evoluzione della chimica nel corso del XVII secolo. Daniel Sennert, professore a Wittenberg, scrisse nel 1619 che la maggior parte dei medici chimici seguiva la guida di Severino e si riferiva addirittura ad una "Scuola Severiniana" di teoria medica, basata sulla filosofia di Paracelso. Studiosi tra cui Jole Shackelford e Hiro Hirai (Le concept de semences dans les théories de la matière à la Renaissance, 2005) hanno affermato che Severino fu un importante predecessore sia di Jean Baptiste van Helmont che di Pierre Gassendi.

## Biografia

### Primi anni di vita
Peder Sørensen, più tardi conosciuto con il nome latinizzato Petrus Severinus, nacque nella città danese di Ribe, sulla costa occidentale dello Jutland, nel 1542 o nel 1540. Entrambi gli anni sono citati nei testi del XVII secolo. Ribe era una fiorente città lungo un'importante via commerciale tra gli agricoltori dello Jutland e i loro mercati a sud. Era anche una città portuale che sosteneva il commercio regolare con l'Olanda, l'Inghilterra e altre città portuali della costa frisone. Ribe era anche un centro amministrativo con la cattedrale di Ribe governata da una delle sedi più importanti della Danimarca del XVI secolo.
I genitori di Severino erano probabilmente abbienti e dell'alta società e, come altri figli di persone benestanti, Severino probabilmente si iscrisse alla scuola latina o alla cattedrale di Ribe prima di trasferirsi alle università all'estero o all'università di Copenaghen. Dopo la Riforma, la gerarchia cattolica fu sostituita da maestri e amministratori luterani, ma è improbabile che il curriculum sia cambiato molto. La cattedrale di Ribe fu amministrata da alcuni dei più grandi riformatori umanisti del XVI e XVII secolo, tra cui Hans Tausen, Peder Hegelund e Jens Dinesen Jersin, fornendo a Severino la migliore istruzione disponibile in Danimarca all'epoca.

### Vita accademica
Verso la fine degli anni Cinquanta del Cinquecento, Severino entrò all'Università di Copenaghen. Seguì il curriculum universitario standard europeo, che prescriveva testi basati sugli scritti e sui commenti di Aristotele. Copenaghen come università riformata consentiva lo studio della filosofia naturale o umanesimo “filippista” intitolato a Filippo Melantone. La filosofia all'Università di Copenaghen comprendeva tre rami: logica (grammatica, dialettica e retorica), fisica (matematica, fisiologia e metafisica) ed etica. Il primo contatto di Severino con la medicina accademica di base avvenne probabilmente durante le sue lezioni di fisiologia e metafisica, che erano in gran parte di ispirazione aristotelica.
Nel 1562 Severino lasciò Copenaghen e si diresse in Francia per iniziare gli studi di medicina, ma tornò un anno dopo a causa della mancanza di fondi. Nel 1563 il re Federico II offrì a Severino un posto di canonico come medico a Viborg, che probabilmente servì a finanziare uno stipendio per tre anni di studi di medicina. Quando e dove Severino alla fine conseguì la laurea in medicina rimane poco chiaro. Severino fu promosso al livello di maestro nel 1564 sotto la direzione di Nicolaus Laurentius Scavenius, che ricoprì la cattedra di matematica e poi di fisica all'Università di Copenaghen. Questi argomenti coprivano le basi filosofiche della medicina, comprese la generazione e la corruzione, temi su cui Severino sarebbe tornato più e più volte nel corso della sua vita. Furono infatti le sue teorie su questi argomenti a guadagnargli fama internazionale. Nel 1571 Severino fu ufficialmente nominato medico del re Federico II fino alla sua morte nel 1588. Si occupò poi di Cristiano IV che all'epoca era minorenne. Quando Cristiano divenne pienamente re nel 1592, assunse altri medici mentre impiegava ancora Severino che mantenne il suo titolo e le sue entrate. Negli ultimi dieci anni della sua vita, Severino godette di una relativa libertà dai doveri ufficiali, ma non riuscì a produrre altri scritti dopo la sua influente opera, Idea medicinæ philosophicæ del 1571.

## Pensiero

### L'Idea medicinæ philosophicædi Severino
Lo scritto più noto di Severino è Idea medicinæ, pubblicato a Basilea nel 1571. Il volume fornisce l'interpretazione di Severino dei fondamenti metafisici e fisici della medicina e del cambiamento naturale. Si ritiene che questa sia l'unica opera di Severino che illustra pienamente la sua accettazione degli scritti paracelsiani; nel XVII secolo fu ritenuto sufficientemente importante da produrre altre due edizioni e tre ampi commenti. L'Idea medicinæ si concentra non solo sulla medicina, ma anche su questioni ideologiche che hanno avuto un impatto sulla filosofia morale e sulla religione. Il libro è essenzialmente una discussione filosofica sulle cause fondamentali del cambiamento nei corpi naturali e mette in discussione le pratiche mediche standard dell'epoca basate sulla medicina galenica e sui quattro umori del corpo.
Severino credeva che le malattie avessero una causa organica. Teorizzò che i semi della malattia (semina morborum) sono materia estranea in un corpo sano e mettono radici, crescono e interrompono il processo normalmente ordinato delle funzioni corporee. Questi semi si manifestano in vari punti del corpo e producono sintomi particolari che identificano la malattia. Per ripristinare la salute si potrebbero produrre e somministrare rimedi di derivazione chimica in grado di ripristinare l'armonia del corpo.

### L'eredità di Severino
I lettori delle Idæ medicinæ di Severino furono introdotti in un nuovo mondo di filosofia chimica. Sebbene profondamente radicata nel paracelsianesimo, la decifrazione di Paracelso da parte di Severino ha essenzialmente fatto luce su scritti che probabilmente potrebbero essere rimasti enigmatici. L'incorporazione delle idee chimiche nella pratica terapeutica ricevette ampia attenzione, soprattutto in Danimarca, dove Tycho Brahe era anche impegnato nelle arti chimiche e il cui favore e patrocinio reale fecero avanzare ulteriormente la scienza emergente della chimica. Thomas Erastus, Andreas Libavius e altri anti-paracelsiani tuttavia servirono a minimizzare l’eredità di Severino. Libavious in particolare attaccò le scienze occulte di ogni tipo, ma fece una crociata soprattutto contro Paracelso e tutti gli scritti che lo sostenevano, compreso Severino. D'altra parte, l'impatto di Idæ medicinæ sui filosofi naturali inglesi può essere individuato negli scritti di Thomas Moffett (1553-1604) e Francis Bacon (1561-1626) che da un lato diffamarono Paracelso ma ammirarono l'importante sintesi fornita da Petrus Severino.